# Bogdan Winiarski
Bogdan Winiarski (ur. 16 lipca 1928 w Skarżysku-Kamiennej, zm. 31 grudnia 2022) – polski lekkoatleta, specjalizujący się w rzucie dyskiem. Medalista mistrzostw Polski, działacz sportowy.

## Życiorys
Sport uprawiał od 1946 jako uczeń. W 1948 ukończył w rodzinnym mieście liceum administracyjne. Był zawodnikiem Stali Skarżysko-Kamienna (1949-1956) i Granatu Skarżysko-Kamienna (1957–1970).
Na mistrzostwach Polski seniorów na otwartym stadionie zdobył jeden medal: brązowy w rzucie dyskiem w 1957. Trzykrotnie zajmował jeszcze miejsce w pierwszej ósemce mistrzostw Polski. Jego rekord życiowy wynosił 49,84 (10.06.1962).
W 1952 uzyskał uprawnienia trenera II klasy, w 1962 trenera I klasy. W latach 1957–1971 był przewodniczącym Okręgowej Rady Trenerów przy Okręgowym Związku Lekkiej Atletyki w Kielcach. W latach 1959–1961 był prezesem TKKF Skarżysko-Kamienna. W latach 1967–1971 kierował Społeczną Sekcją Lekkiej Atletyki w Federacji Sportowej "Stal". Pracował jako trener lekkoatletyki w Granacie Skarżysko-Kamienna (do 1984), pod koniec lat 80. przez trzy lata trenował piłkarzy tego klubu. Przeszedł na emeryturę w 1990. W latach 1993–1999 był prezesem Skarżyskiego Towarzystwa Sportowego.
W latach 1964–1984 był radnym Miejskiej Rady Narodowej w Skarżysku-Kamiennej, w tym w latach 1974-1984 zastępcą przewodniczącego MRN.
Startował w turniejach tenisowych weteranów. W 1994, 1995, 1998 i 2003 został mistrzem Polski w swojej kategorii wiekowej, w 1998 międzynarodowym mistrzem Polski. Występował także w zawodach lekkoatletycznych masters, w 1998 wywalczył w kategorii 70 lat brązowy medal mistrzostw Europy w rzucie dyskiem, był też mistrzem Polski weteranów w rzucie dyskiem i rzucie młotem.
W 1985 został wybrany trenerem 40-lecia na Kielecczyźnie. W 2014 został honorowym obywatelem Skarżyska-Kamiennej.
Jego żoną, a wcześniej zawodniczką, była lekkoatletka Apolonia Winiarska, z d. Krzemińska.